# José Alberto Costa
José Alberto Costa, född 31 oktober 1953, är en portugisisk tidigare fotbollsspelare.
José Alberto Costa spelade 24 landskamper för det portugisiska landslaget.